# Lijst van spoorwegstations in het Verenigd Koninkrijk - N
Dit is een lijst van spoorwegstations in het Verenigd Koninkrijk waarvan de naam begint met een N.
| Station                    | Code | Graafschap/ County/ City | District                  | Beheerder                    | Passagiers in/uit 2004-2005 (mln) | Passagiers in/uit 2005-2006 (mln) | Passagiers in/uit 2006-2007 (mln) | Passagiers in/uit 2007-2008 (mln) | Passagiers in/uit 2008-2009 (mln) |
| -------------------------- | ---- | ------------------------ | ------------------------- | ---------------------------- | --------------------------------- | --------------------------------- | --------------------------------- | --------------------------------- | --------------------------------- |
| Nafferton                  | NFN  | East Riding of Yorkshire |                           | Northern Rail                | 0,024                             | 0,025                             | 0,022                             | 0,021                             | 0,025                             |
| Nailsea and Backwell       | NLS  | North Somerset           |                           | Great Western Railway        | 0,239                             | 0,268                             | 0,296                             | 0,344                             | 0,38                              |
| Nairn                      | NRN  | Highland                 |                           | ScotRail                     | 0,081                             | 0,085                             | 0,075                             | 0,07                              | 0,075                             |
| Nantwich                   | NAN  | Cheshire                 | Crewe and Nantwich        | Transport for Wales          | 0,047                             | 0,05                              | 0,058                             | 0,077                             | 0,091                             |
| Narberth                   | NAR  | Pembrokeshire            |                           | Transport for Wales          | 0,01                              | 0,011                             | 0,014                             | 0,016                             | 0,015                             |
| Narborough                 | NBR  | Leicestershire           | Blaby                     | East Midlands Railway        | 0,145                             | 0,153                             | 0,185                             | 0,221                             | 0,345                             |
| Navigation Road            | NVR  | Greater Manchester       | Trafford                  | Northern Rail                | 0,03                              | 0,039                             | 0,043                             | 0,063                             | 0,068                             |
| Neath                      | NTH  | Neath Port Talbot        |                           | Transport for Wales          | 0,473                             | 0,47                              | 0,566                             | 0,653                             | 0,732                             |
| Needham Market             | NMT  | Suffolk                  | Mid Suffolk               | National Express East Anglia | 0,016                             | 0,025                             | 0,037                             | 0,044                             | 0,053                             |
| Neilston                   | NEI  | East Renfrewshire        |                           | ScotRail                     | 0,437                             | 0,451                             | 0,468                             | 0,453                             | 0,561                             |
| Nelson (Lancashire)        | NEL  | Lancashire               | Pendle                    | Northern Rail                | 0,066                             | 0,071                             | 0,079                             | 0,084                             | 0,083                             |
| Neston                     | NES  | Cheshire                 | Cheshire West and Chester | Transport for Wales          | 0,036                             | 0,035                             | 0,033                             | 0,036                             | 0,037                             |
| Netherfield                | NET  | Nottinghamshire          | Gedling                   | East Midlands Railway        | 0,007                             | 0,007                             | 0,006                             | 0,007                             | 0,008                             |
| Nethertown                 | NRT  | Cumbria                  | Copeland                  | Northern Rail                | 0                                 | 0                                 | 0                                 | 0                                 | 0,001                             |
| Netley                     | NTL  | Hampshire                | Eastleigh                 | South West Trains            | 0,071                             | 0,07                              | 0,077                             | 0,081                             | 0,09                              |
| New Barnet                 | NBA  | Groot-Londen             | Barnet                    | Govia Thameslink Railway     | 0,674                             | 0,675                             | 1,058                             | 1,126                             | 1,013                             |
| New Beckenham              | NBC  | Groot-Londen             | Bromley                   | Southeastern                 | 0,683                             | 0,714                             | 0,868                             | 0,887                             | 0,86                              |
| New Brighton               | NBN  | Merseyside               | Wirral                    | Merseyrail                   | 0,344                             | 0,351                             | 0,359                             | 0,373                             | 1,046                             |
| New Clee                   | NCE  | North East Lincolnshire  |                           | Northern Rail                | 0                                 | 0                                 | 0                                 | 0                                 | 0,001                             |
| New Cross                  | NWX  | Groot-Londen             | Lewisham                  | Southeastern                 | 2,065                             | 2,042                             | 1,742                             | 1,895                             | 1,839                             |
| New Cross Gate             | NXG  | Groot-Londen             | Lewisham                  | Southern                     | 2,33                              | 2,353                             | 2,338                             | 2,088                             | 1,832                             |
| New Cumnock                | NCK  | East Ayrshire            |                           | ScotRail                     | 0,021                             | 0,023                             | 0,022                             | 0,02                              | 0,023                             |
| New Eltham                 | NEH  | Groot-Londen             | Greenwich                 | Southeastern                 | 1,689                             | 1,743                             | 2,239                             | 2,395                             | 2,34                              |
| Newhey                     | NHY  | Greater Manchester       | Rochdale                  | Northern Rail                | 0,03                              | 0,033                             | 0,034                             | 0,037                             | 0,047                             |
| New Holland                | NHL  | North Lincolnshire       |                           | Northern Rail                | 0,023                             | 0,022                             | 0,022                             | 0,022                             | 0,024                             |
| New Hythe                  | NHE  | Kent                     | Tonbridge and Malling     | Southeastern                 | 0,046                             | 0,058                             | 0,064                             | 0,073                             | 0,083                             |
| New Lane                   | NLN  | Lancashire               | West Lancashire           | Northern Rail                | 0,003                             | 0,003                             | 0,003                             | 0,003                             | 0,003                             |
| New Malden                 | NEM  | Groot-Londen             | Kingston upon Thames      | South West Trains            | 1,892                             | 1,841                             | 3,263                             | 3,347                             | 3,113                             |
| New Mills Central          | NMC  | Derbyshire               | High Peak                 | Northern Rail                | 0,082                             | 0,078                             | 0,081                             | 0,084                             | 0,133                             |
| New Mills Newtown          | NMN  | Derbyshire               | High Peak                 | Northern Rail                | 0,104                             | 0,118                             | 0,114                             | 0,123                             | 0,19                              |
| New Milton                 | NWM  | Hampshire                | New Forest                | South West Trains            | 0,516                             | 0,555                             | 0,56                              | 0,605                             | 0,611                             |
| New Pudsey                 | NPD  | West Yorkshire           | City of Leeds             | Northern Rail                | 0,424                             | 0,476                             | 0,489                             | 0,508                             | 0,642                             |
| New Southgate              | NSG  | Groot-Londen             | Enfield                   | Govia Thameslink Railway     | 0,291                             | 0,299                             | 0,476                             | 0,551                             | 0,498                             |
| Newark Castle              | NCT  | Nottinghamshire          | Newark and Sherwood       | East Midlands Railway        | 0,65                              | 0,707                             | 0,003                             | 0,324                             | 0,345                             |
| Newark North Gate          | NNG  | Nottinghamshire          | Newark and Sherwood       | London North Eastern Railway | 0,377                             | 0,4                               | 1,188                             | 0,923                             | 0,961                             |
| Newbridge (Caerphilly)     | NBE  | Caerphilly               |                           | Transport for Wales          |                                   |                                   |                                   | 0,021                             | 0,116                             |
| Newbury                    | NBY  | West Berkshire           |                           | Great Western Railway        | 1,351                             | 1,42                              | 1,439                             | 1,48                              | 1,501                             |
| Newbury Racecourse         | NRC  | West Berkshire           |                           | Great Western Railway        | 0,056                             | 0,072                             | 0,069                             | 0,064                             | 0,065                             |
| Newcastle                  | NCL  | Tyne and Wear            | Newcastle upon Tyne       | London North Eastern Railway | 5,728                             | 6,108                             | 6,23                              | 6,447                             | 6,801                             |
| Newcraighall               | NEW  | Edinburgh                |                           | ScotRail                     | 0,137                             | 0,16                              | 0,177                             | 0,19                              | 0,183                             |
| Newhaven Harbour           | NVH  | East Sussex              | Lewes                     | Southern                     | 0,104                             | 0,092                             | 0,06                              | 0,053                             | 0,048                             |
| Newhaven Town              | NVN  | East Sussex              | Lewes                     | Southern                     | 0,232                             | 0,235                             | 0,261                             | 0,303                             | 0,303                             |
| Newington                  | NGT  | Kent                     | Swale                     | Southeastern                 | 0,129                             | 0,136                             | 0,145                             | 0,151                             | 0,154                             |
| Newmarket                  | NMK  | Suffolk                  | Forest Heath              | National Express East Anglia | 0,089                             | 0,105                             | 0,124                             | 0,149                             | 0,165                             |
| Newport (Essex)            | NWE  | Essex                    | Uttlesford                | National Express East Anglia | 0,229                             | 0,216                             | 0,207                             | 0,215                             | 0,213                             |
| Newport (South Wales)      | NWP  | Newport (Wales)          |                           | Transport for Wales          | 1,828                             | 1,906                             | 2,012                             | 2,155                             | 2,16                              |
| Newquay                    | NQY  | Cornwall                 | Restormel                 | Great Western Railway        | 0,084                             | 0,071                             | 0,077                             | 0,088                             | 0,096                             |
| Newstead                   | NSD  | Nottinghamshire          | Gedling                   | East Midlands Railway        | 0,03                              | 0,028                             | 0,028                             | 0,026                             | 0,027                             |
| Newton (South Lanarkshire) | NTN  | South Lanarkshire        |                           | ScotRail                     | 0,283                             | 0,337                             | 0,367                             | 0,385                             | 0,467                             |
| Newton Abbot               | NTA  | Devon                    | Teignbridge               | Great Western Railway        | 0,721                             | 0,732                             | 0,782                             | 0,856                             | 0,929                             |
| Newton Aycliffe            | NAY  | Durham                   | Sedgefield                | Northern Rail                | 0,029                             | 0,039                             | 0,044                             | 0,052                             | 0,054                             |
| Newton for Hyde            | NWN  | Greater Manchester       | Tameside                  | Northern Rail                | 0,107                             | 0,117                             | 0,109                             | 0,12                              | 0,165                             |
| Newton St Cyres            | NTC  | Devon                    | Mid Devon                 | Great Western Railway        | 0,001                             | 0,001                             | 0,001                             | 0,002                             | 0,002                             |
| Newton-le-Willows          | NLW  | Merseyside               | St Helens                 | Northern Rail                | 0,274                             | 0,318                             | 0,343                             | 0,362                             | 0,553                             |
| Newtonmore                 | NWR  | Highland                 |                           | ScotRail                     | 0,005                             | 0,007                             | 0,007                             | 0,007                             | 0,007                             |
| Newton-on-Ayr              | NOA  | South Ayrshire           |                           | ScotRail                     | 0,031                             | 0,036                             | 0,037                             | 0,036                             | 0,043                             |
| Newtown (Powys)            | NWT  | Powys                    |                           | Transport for Wales          | 0,092                             | 0,091                             | 0,096                             | 0,105                             | 0,11                              |
| Ninian Park                | NNP  | Cardiff                  |                           | Transport for Wales          | 0,015                             | 0,018                             | 0,028                             | 0,035                             | 0,05                              |
| Nitshill                   | NIT  | Glasgow City             |                           | ScotRail                     | 0,027                             | 0,036                             | 0,042                             | 0,047                             | 0,066                             |
| Norbiton                   | NBT  | Groot-Londen             | Kingston upon Thames      | South West Trains            | 1,25                              | 1,211                             | 2,071                             | 2,307                             | 2,243                             |
| Norbury                    | NRB  | Groot-Londen             | Croydon                   | Southern                     | 1,465                             | 1,591                             | 2,472                             | 2,704                             | 2,511                             |
| Normans Bay                | NSB  | East Sussex              | Rother                    | Southern                     | 0,01                              | 0,013                             | 0,012                             | 0,012                             | 0,012                             |
| Normanton                  | NOR  | West Yorkshire           | Wakefield                 | Northern Rail                | 0,113                             | 0,129                             | 0,14                              | 0,145                             | 0,184                             |
| North Berwick              | NBW  | East Lothian             |                           | ScotRail                     | 0,362                             | 0,38                              | 0,398                             | 0,423                             | 0,435                             |
| North Camp                 | NCM  | Surrey                   | Guildford                 | Great Western Railway        | 0,374                             | 0,361                             | 0,376                             | 0,397                             | 0,412                             |
| North Dulwich              | NDL  | Groot-Londen             | Southwark                 | Southern                     | 0,482                             | 0,48                              | 0,777                             | 0,744                             | 0,781                             |
| North Llanrwst             | NLR  | Conwy                    |                           | Transport for Wales          | 0,001                             | 0,001                             | 0,001                             | 0,001                             | 0,001                             |
| North Queensferry          | NQU  | Fife                     |                           | ScotRail                     | 0,11                              | 0,113                             | 0,12                              | 0,129                             | 0,137                             |
| North Road                 | NRD  | Darlington               |                           | Northern Rail                | 0,019                             | 0,021                             | 0,021                             | 0,023                             | 0,026                             |
| North Sheen                | NSH  | Groot-Londen             | Richmond upon Thames      | South West Trains            | 0,217                             | 0,211                             | 0,32                              | 0,351                             | 0,325                             |
| North Walsham              | NWA  | Norfolk                  | North Norfolk             | National Express East Anglia | 0,136                             | 0,14                              | 0,147                             | 0,218                             | 0,226                             |
| North Wembley              | NWB  | Groot-Londen             | Brent                     | London Underground           | 0,295                             | 0,314                             | 0,217                             | 0,204                             | 0,192                             |
| Northallerton              | NTR  | North Yorkshire          | Hambleton                 | First TransPennine Express   | 0,381                             | 0,413                             | 0,453                             | 0,489                             | 0,532                             |
| Northampton                | NMP  | Northamptonshire         | Northampton               | West Midland Trains          | 1,855                             | 1,97                              | 2,145                             | 2,239                             | 2,234                             |
| Northfield                 | NFD  | West Midlands            | Birmingham                | West Midland Trains          | 0,272                             | 0,296                             | 0,306                             | 0,333                             | 0,579                             |
| Northfleet                 | NFL  | Kent                     | Gravesham                 | Southeastern                 | 0,062                             | 0,071                             | 0,071                             | 0,097                             | 0,093                             |
| Northolt Park              | NLT  | Groot-Londen             | Ealing                    | Chiltern Railways            | 0,091                             | 0,085                             | 0,221                             | 0,207                             | 0,123                             |
| Northumberland Park        | NUM  | Groot-Londen             | Haringey                  | National Express East Anglia | 0,073                             | 0,066                             | 0,125                             | 0,173                             | 0,162                             |
| Northwich                  | NWI  | Cheshire                 | Cheshire West and Chester | Northern Rail                | 0,124                             | 0,136                             | 0,141                             | 0,155                             | 0,157                             |
| Norwich                    | NRW  | Norfolk                  | Norwich                   | National Express East Anglia | 2,422                             | 2,528                             | 2,712                             | 3,45                              | 3,569                             |
| Norwood Junction           | NWD  | Groot-Londen             | Croydon                   | Southern                     | 1,792                             | 1,829                             | 2,946                             | 3,04                              | 2,846                             |
| Nottingham                 | NOT  | Nottingham               |                           | East Midlands Railway        | 5,477                             | 5,371                             | 5,77                              | 5,891                             | 5,991                             |
| Nuneaton                   | NUN  | Warwickshire             | Nuneaton en Bedworth      | West Midland Trains          | 0,574                             | 0,638                             | 0,69                              | 0,707                             | 0,815                             |
| Nunhead                    | NHD  | Groot-Londen             | Southwark                 | Southeastern                 | 0,444                             | 0,425                             | 0,8                               | 0,896                             | 0,925                             |
| Nunthorpe                  | NNT  | Redcar and Cleveland     |                           | Northern Rail                | 0,011                             | 0,012                             | 0,014                             | 0,017                             | 0,023                             |
| Nutbourne                  | NUT  | West Sussex              | Chichester                | Southern                     | 0,041                             | 0,05                              | 0,051                             | 0,054                             | 0,063                             |
| Nutfield                   | NUF  | Surrey                   | Tandridge                 | Southeastern                 | 0,093                             | 0,096                             | 0,1                               | 0,109                             | 0,105                             |

A · 
B · 
C · 
D · 
E · 
F · 
G · 
H · 
I · 
J · 
K · 
L · 
M · 
N · 
O · 
P · 
Q · 
R · 
S · 
T · 
U · 
V · 
W · 
X · 
Y · 
Z

Alle stations (sorteerbaar)